# Polnische Kriegsgräberstätte Hamburg-Ohlsdorf
| Friedhof                                                                                          | Friedhof          |
| ------------------------------------------------------------------------------------------------- | ----------------- |
| Polnische Kriegsgräberstätte Hamburg-Ohlsdorf (Polska Kwatera Wojenna 1939–1945 Hamburg-Ohlsdorf) |                   |
| Land:                                                                                             | Deutschland       |
| Region:                                                                                           | Hamburg           |
| Ort:                                                                                              | Friedhof Ohlsdorf |
| Einweihung:                                                                                       |                   |

Die Polnische Kriegsgräberstätte Hamburg-Ohlsdorf (Polnische Kriegsgedenkstätte, auf Polnisch: Polska Kwatera Wojenna 1939–1945) befindet sich innerhalb des Friedhofs Ohlsdorf, der im Stadtteil Ohlsdorf der Stadt Hamburg in Deutschland liegt. Die polnischen Kriegsgräber liegen in der Nähe des östlichen Eingangs zum Friedhof (Bramfeld, Bramfelder Chaussee) und etwas weiter entfernt von Kapelle 13.

## Architektonische Gestaltung

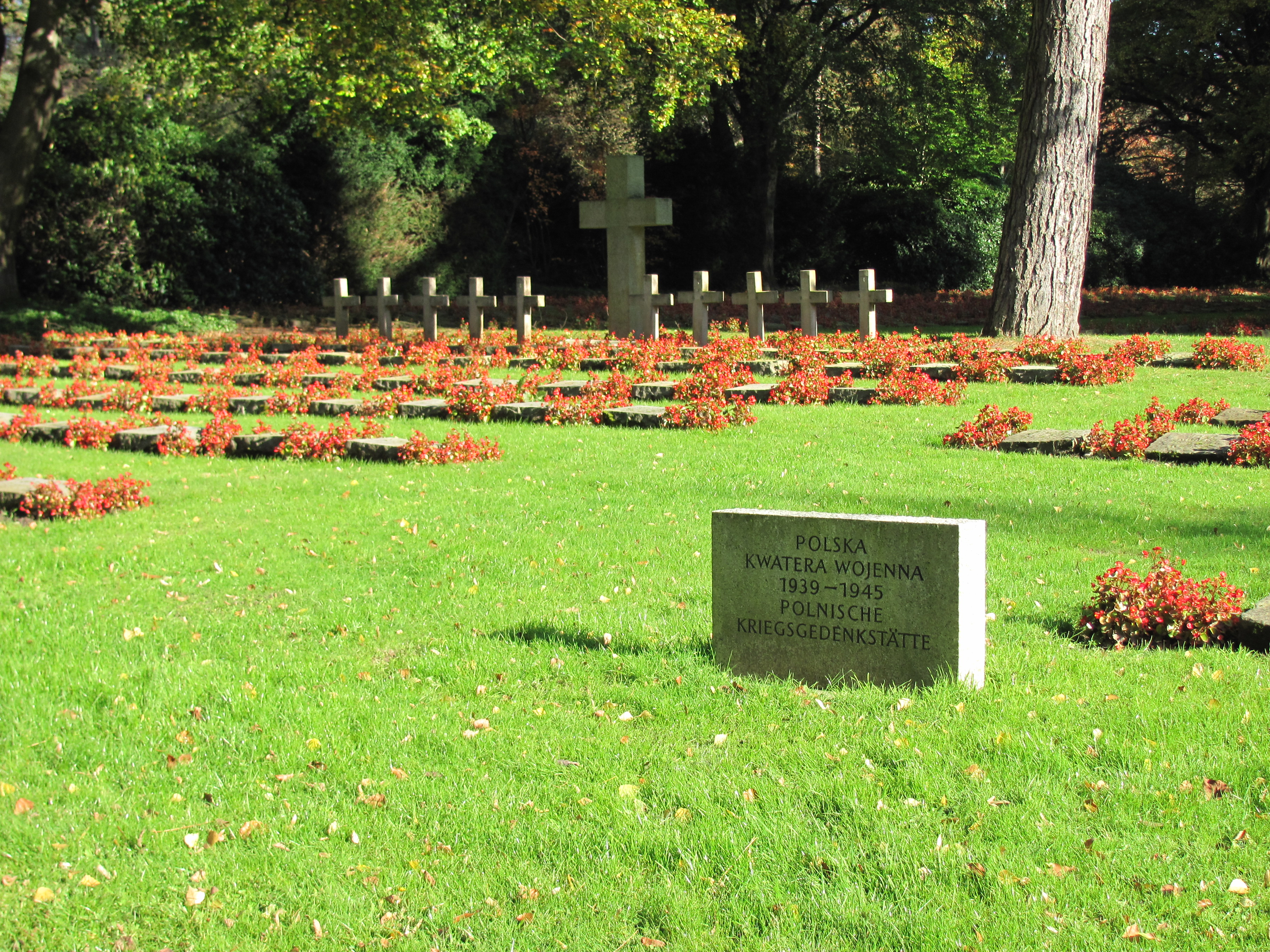
Polnische Kriegsgräberstätte Hamburg-Ohlsdorf – Kreuzgruppe

Ein großes Steinkreuz mit beiderseits 5 kleineren Steinkreuzen macht auf die Kriegsgräberstätte aufmerksam.
Auf einem Stein steht der Gedenktext: 

„Polakom - ofiarom nazistowskiej agresji i wojny 1939–1945”

Die Gräber sind durch liegende Steine gekennzeichnet. Eine Namensliste liegt vor.

## Weitere polnische Kriegsgräber und Gedenkstätten
- Auf dem Neuen Friedhof in Hamburg-Harburg sind im nordwestlichen Teil 16 polnische Soldaten beigesetzt, die am Warschauer Aufstand 1944 teilnahmen und am 22. März 1945 als Zwangsarbeiter auf der Veddel schutzlos bei einem Bombenangriff starben. Weitere polnische Opfer sind im zentralen Bereich des Friedhofs in einer ovalen Rasenfläche zusammen mit Opfern aus anderen Nationen beigesetzt.[3]
- In der KZ-Gedenkstätte Neuengamme wird durch ein Mahnmal an die Opfer des Warschauer Aufstandes erinnert.